# Bjernede kyrka

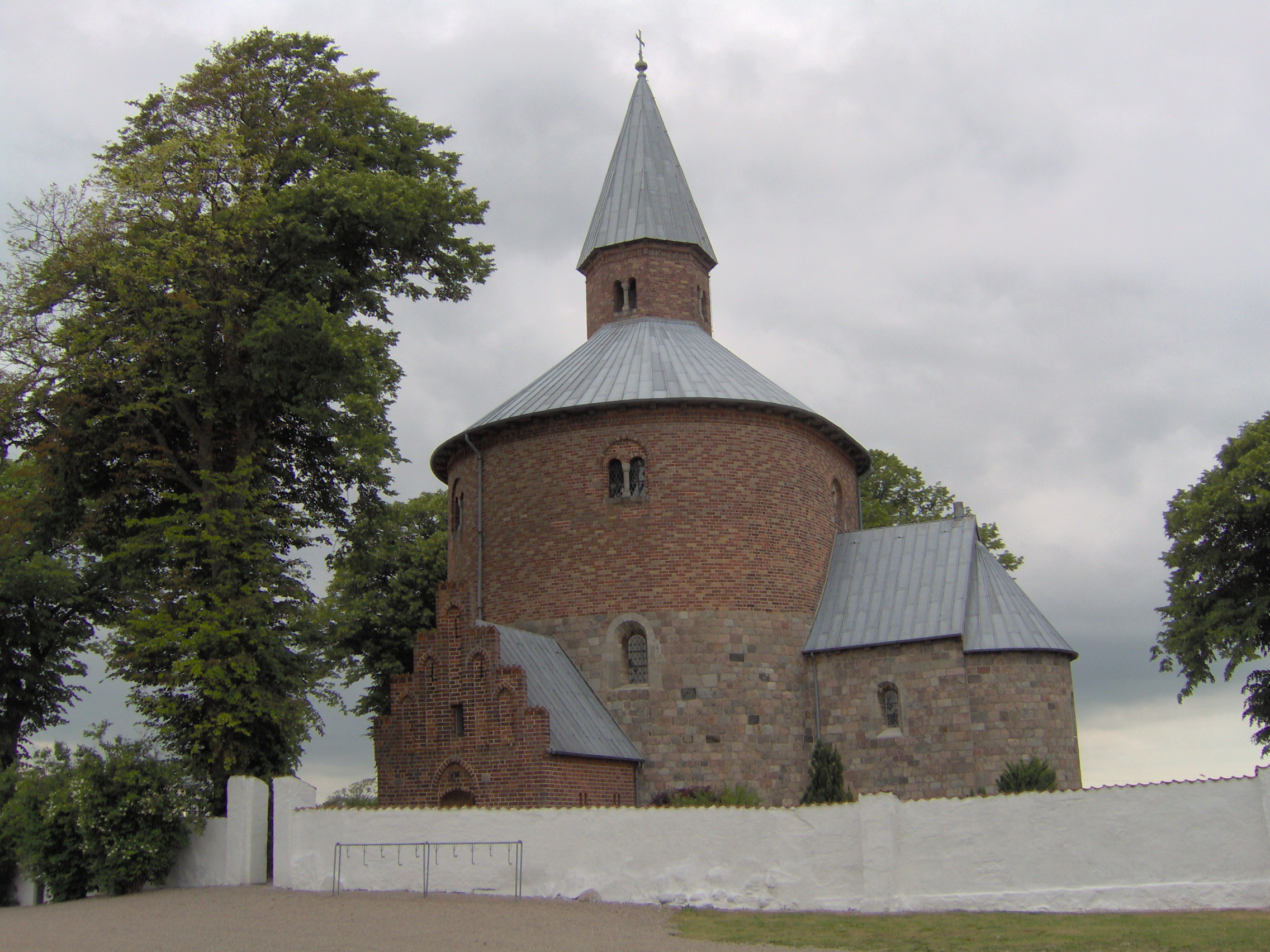
Bjernede kyrka

Bjernede kyrka (danska: Bjernede Kirke), som ligger nära staden Sorø i Danmark, är den enda bevarade rundkyrkan på Själland.
Kyrkan byggdes mellan 1125 och 1175 av Ebbe Skjalmsen av Hvidesläkten, biskop Absalons farbror, dock då först i trä. Hans son Sune Ebbesen ersatte träkyrkan med den nuvarande stenkyrkan. Den nedersta halvan är i granit, medan den övre är i tegel, ett nytt byggnadsmaterial, som danskarna började använda efter cirka 1150.
Schlamersdorf kirke på Wagrien kan vara en förebild, och Sune var härförare där under kung Valdemar den store. Bjernede kyrka, Horne Kirke och Thorsager Kirke är alla byggda efter samma grundplan som kyrkan i Schlamersdorf, och det anses som sannolikt, att den tidigare rundkyrkan i Pedersborg (nu ruin bredvid en nyare kyrka) var av samma typ. Till skillnad från rundkyrkorna på Bornholm finns inte några skottskador på murverket.
Vapenhuset byggdes omkring år 1500; tornet blev ombyggt på 1400-talet. Det blev dock på 1890-talet återfört till sitt ursprungliga utseende. I tornet finns ett rum, som slägten Hvide ofta använde som möteslokal.
Invändigt bärs kyrkans rundbågade valv upp av fyra stora granitsocklar (som Hornes och Thorsagers rundkyrkor, liksom troligen Pedersborgs kyrka).
Förutom Bjernede och Pedersborg fanns på Själland tidigare också en rundkyrka i Roskilde: Allehelgens rundkirke ("Alla helgons rundkyrka" eller "Allhelgonarundkyrkan"). Denna anses av några ha varit en kopia av Olsker Kirke på Bornholm.